# خيرخواجة نجف
خيرخواجة نجف (بالفارسية: خیرخواجه نجف) هي قرية تقع في غلستان في إيران. يقدر عدد سكانها بـ 174 نسمة بحسب إحصاء 2016.